# Mazin Shooni
Mazin Shooni (arabisch مازن شوني, DMG Māzin Šūnī; * 25. August 1961 in Bagdad, Irak) ist ein US-amerikanischer Karambolagespieler irakischer Abstammung in der Disziplin Dreiband. Seine Billardanfänge lagen aber im Poolbillard und im Snooker, was er bis heute noch spielt.

## Karriere
Shooni kam in jungen Jahren in die USA und wohnte in Detroit. Er fing an die Schule zu schwänzen, um in der örtlichen Billardhalle rumzuhängen. Er schaute den Pool-Profis Alan Hopkins, Corn Breadred, Jay Swanson und Steve Mizzrek in Detroit beim Spiel zu, um von ihnen zu lernen. Als er George Ashby und Bob Ameen Dreiband spielen sah, war er begeistert. Shooni begann zu spielen, zu Turnieren zu reisen und traf dann eines Tages auf Sang Chun Lee in Chicago. Lee nahm Shooni unter seine Fittiche und half ihm, sein Spiel zu optimieren, um es auf die nächste Stufe zu heben. Lee war der beste Mentor auf den ein aufstrebender Billardspieler hoffen konnte und so gewann er viele Turniere im ganzen Land, aber der Titel der Nationalmeisterschaft erwies sich als schwer zu erreichen, er belegte zu Lees 12 Jahre andauernder Siegesserie oft die Plätze zwei oder drei. 2006 kam dann endlich der Titelgewinn gegen den Seriengewinner Pedro Piedrabuena mit dem Turnierrekord von 18 in der Höchstserie (HS), ein Rekord der bis dato ungebrochen ist, aber 2019 von Piedrabuena eingestellt wurde (Stand: Okt. 2019). Bei der Dreiband-Weltmeisterschaft 2007 vertrat er zusammen mit Piedrabuena die USA, beide kamen aber nicht über die Qualifikationsrunde hinaus. 2012 gewann er die Panamerikanische Teammeisterschaft in Kolumbien.
Seit 30 Jahren ist Shooni Vorstandsmitglied der United States Billiard Association (USBA) und wurde 2016 deren Präsident. Sein Schwerpunkt liegt auf der Förderung der Sportarten Pool und Dreiband-Billard. Er betreibt in Malden, Massachusetts, einen eigenen Billardsalon namens „Amazin’ Billiards“ in dem auch die BCA-Liga beherbergt ist.

## Erfolge
- US-amerikanische Dreiband-Meisterschaft:  2006  1996, 2007, 2012   1994, 2000, 2004, 2008
- Panamerikanische Dreibandmeisterschaft für Nationalmannschaften:  2012

Quellen: 